# Dickey Simpkins
LuBara Dixon "Dickey" Simpkins (Washington, 6 de abril de 1972) é um ex-jogador de basquete norte-americano que foi três vezes campeão da NBA jogando pelo Chicago Bulls: 1996, 1997 e 1998.